# Cảnh quan nông nghiệp Nam Öland
Cảnh quan nông nghiệp Nam Öland là một khu vực rộng 56.000 hécta (140.000 mẫu Anh) nằm trên đảo Öland, Thụy Điển. Nó bao gồm Stora Alvaret, một cao nguyên đá vôi chiếm tới một nửa diện tích khu vực. Đó là một khu vực hình dao găm dài gần 40 ki lô mét và rộng nhất 10 ki lô mét ở đầu phía bắc của nó. Khu vực đá vôi này chiếm một phần tư diện tích đảo, là khu vực rộng nhất của loại hình này ở châu Âu. Là kết quả của lớp đất mỏng và độ pH cao, nó chứa một loạt các loại thực vật, bao gồm nhiều loài quý hiếm.
Cảnh quan nông nghiệp Nam Öland được công nhận là một Di sản thế giới của UNESCO vào năm 2000, bởi sự đa dạng sinh học phi thường ở nơi này, và nó thể hiện cách con người đã thích nghi với điều kiện tự nhiên khắc nghiệt.

## Địa chất
Đồng bằng đá vôi được tạo ra bởi quá trình băng hà vào trước Kỷ Băng hà. Đá vôi được hình thành khoảng 500 triệu năm trước từ biển về phía nam
Nó dần cứng lại để trở thành đá vôi và trôi dạt về phía bắc. Do đó, đá vôi của Stora Alvaret chứa một bộ sưu tập hóa thạch phong phú của một số sinh vật biển, như Orthoceras được tìm thấy trong một số cấu trúc địa mạo trên đảo.

## Thời tiền sử
Khu định cư thời đại đồ đá cũ nổi tiếng nhất trên đảo nằm tại Alby ở bờ biển phía đông của hòn đảo, nơi các cuộc khai quật đã tiết lộ những dấu tích của những túp lều gỗ xung quanh một hồ nước nhỏ thời tiền sử. Một số vật thể đã được tìm thấy, bao gồm bằng chứng về gấu, động vật chân màng, cá heo, và cũng tiết lộ các công nghệ săn bắn và thu hoạch như giáo, súng phong lao làm bằng sừng và đá lửa.
Các nhà nghiên cứu khảo cổ học đã phát hiện ra bằng chứng về pháo đài hình nhẫn (cấu trúc kiên cố hình tròn) trong thời gian sau đó là nơi được gọi là Eketorp. Trong thời đại đồ đồng và giai đoạn đầu của Thời đại đồ sắt, cây cối tại Stora Alvaret và gần đó chịu sức ép cực lớn. Jannson gợi ý rằng, sự biến mất của cây cối đã gây ra sự biến mất bí ẩn của con người vào khoảng năm 500 trước Công nguyên, được ghi nhận tại Eketorp và các nơi khác. Người ta tin rằng nguyên nhân bắt nguồn từ việc gia tăng dân số của con người vượt quá khả năng đáp ứng nhu cầu của khu vực này. Sau đó, khoảng từ năm 800 đến 1000, một số khu định cư của người Viking đã xuất hiện ở ngoại vi.

## Hình ảnh

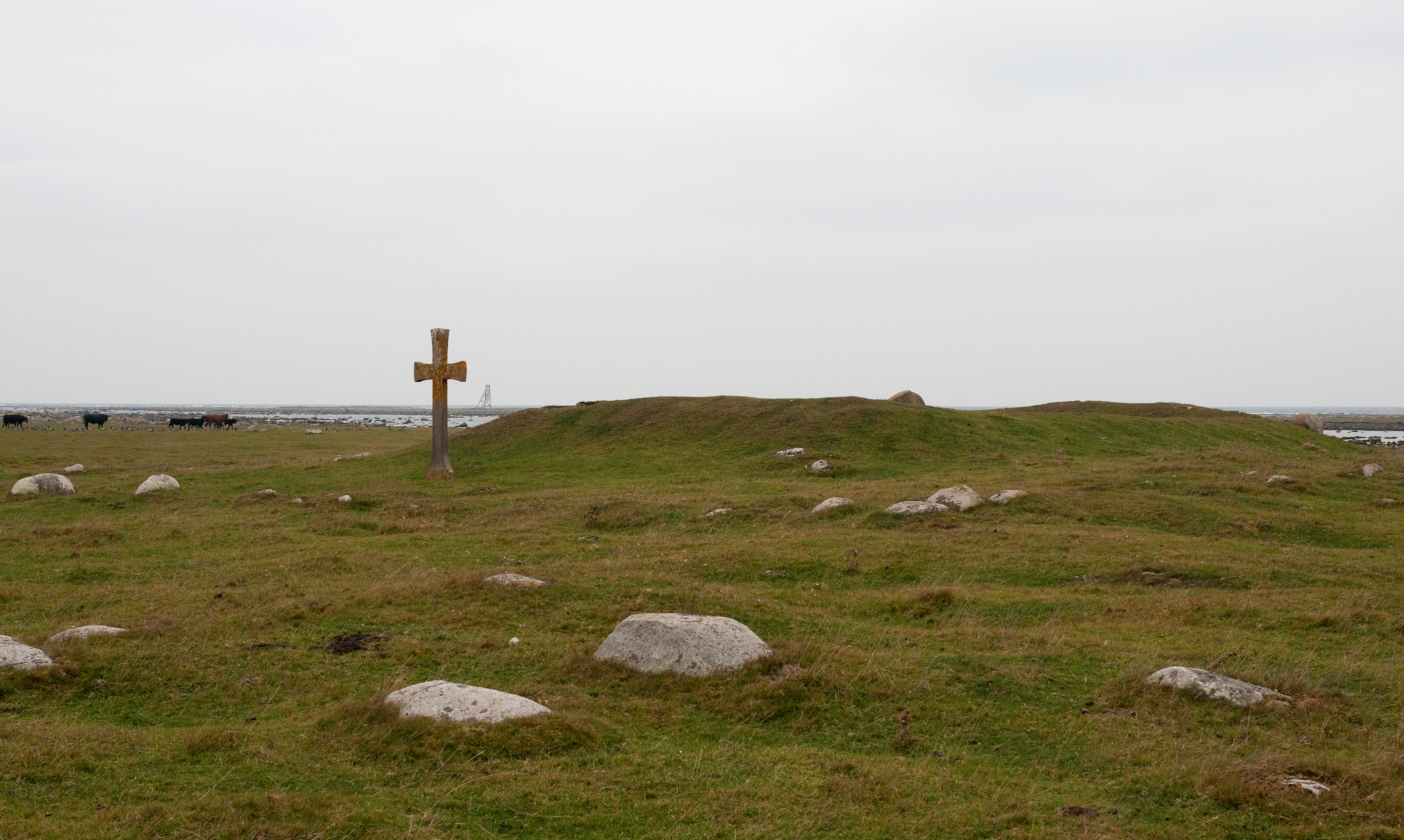
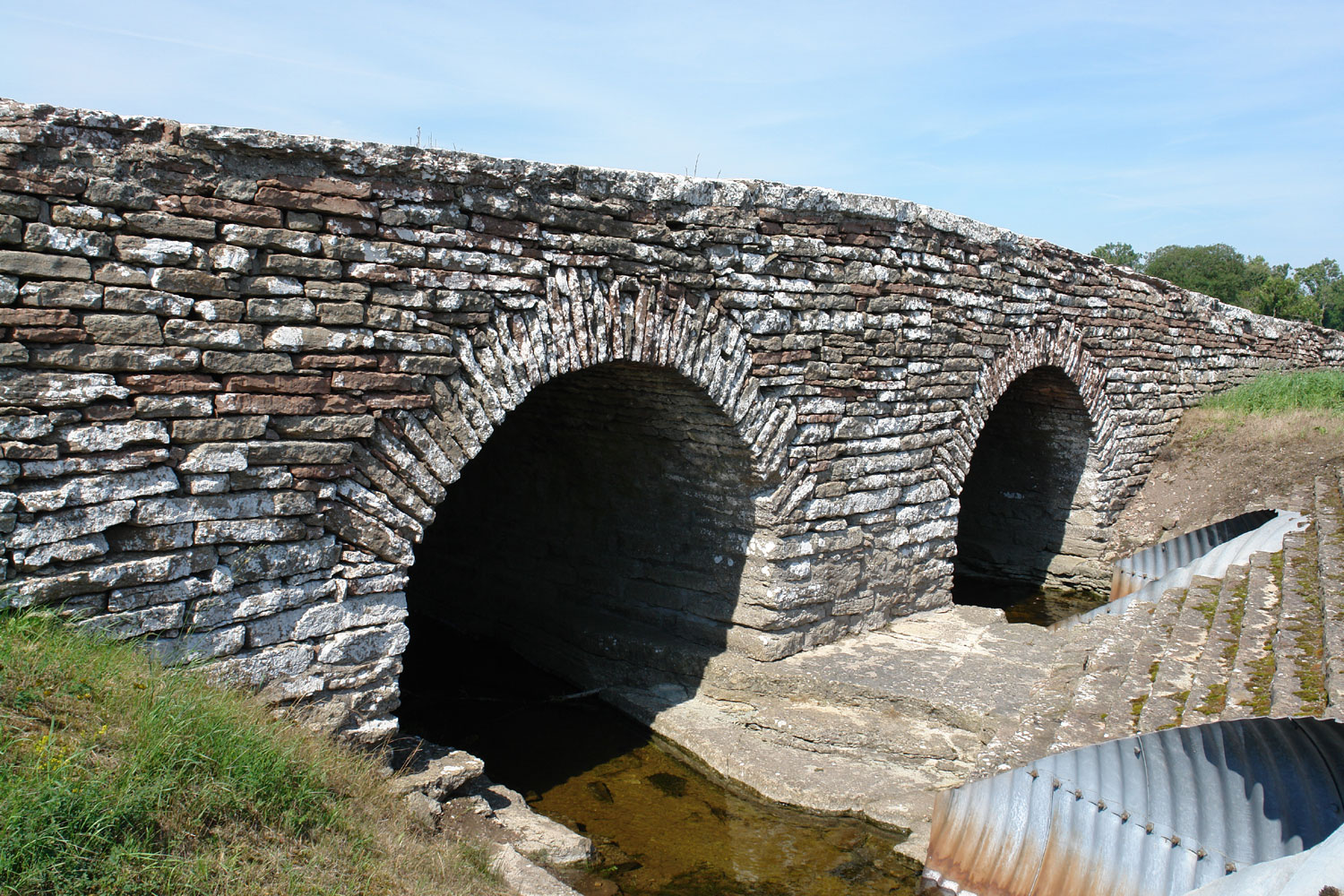
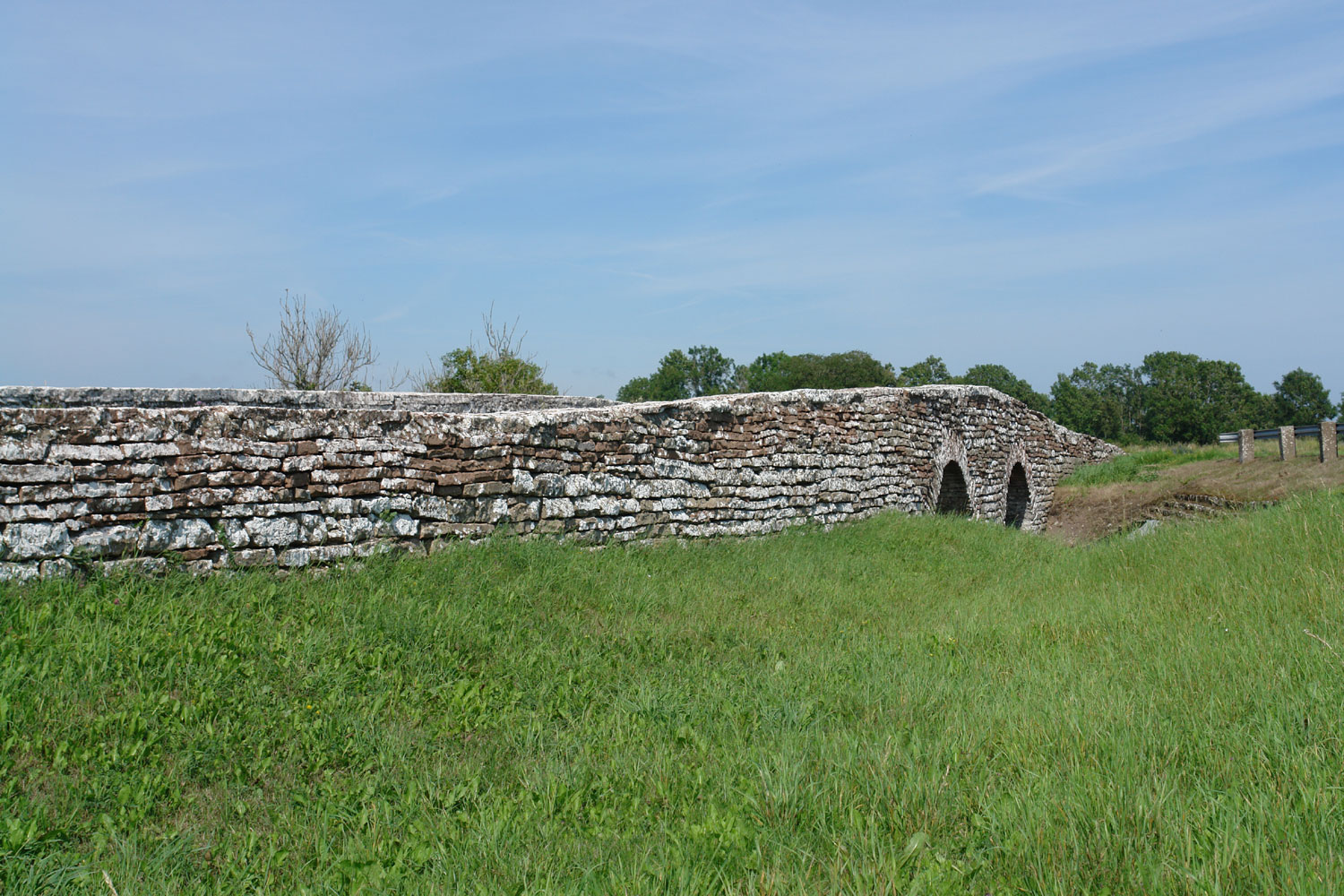
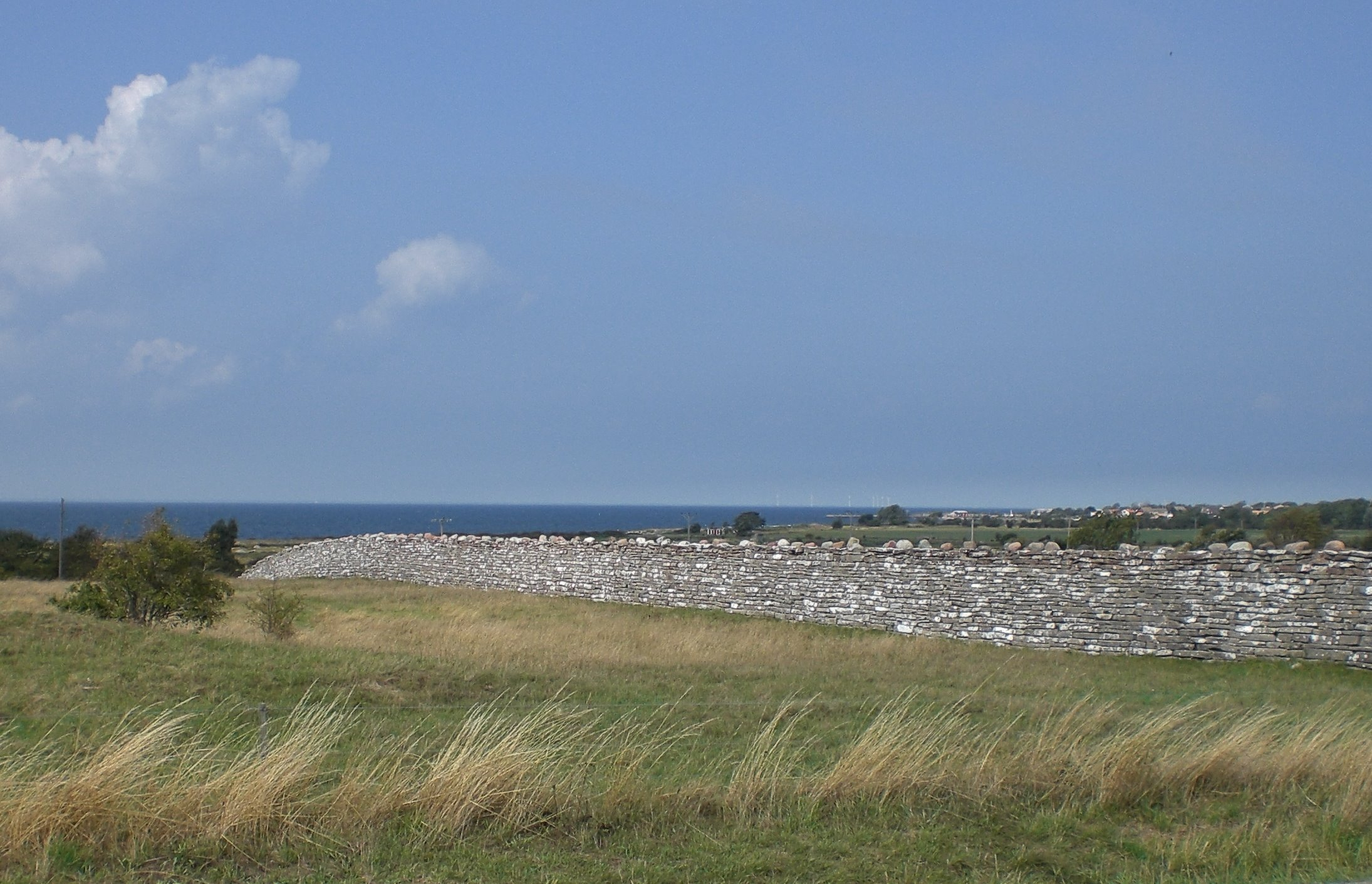
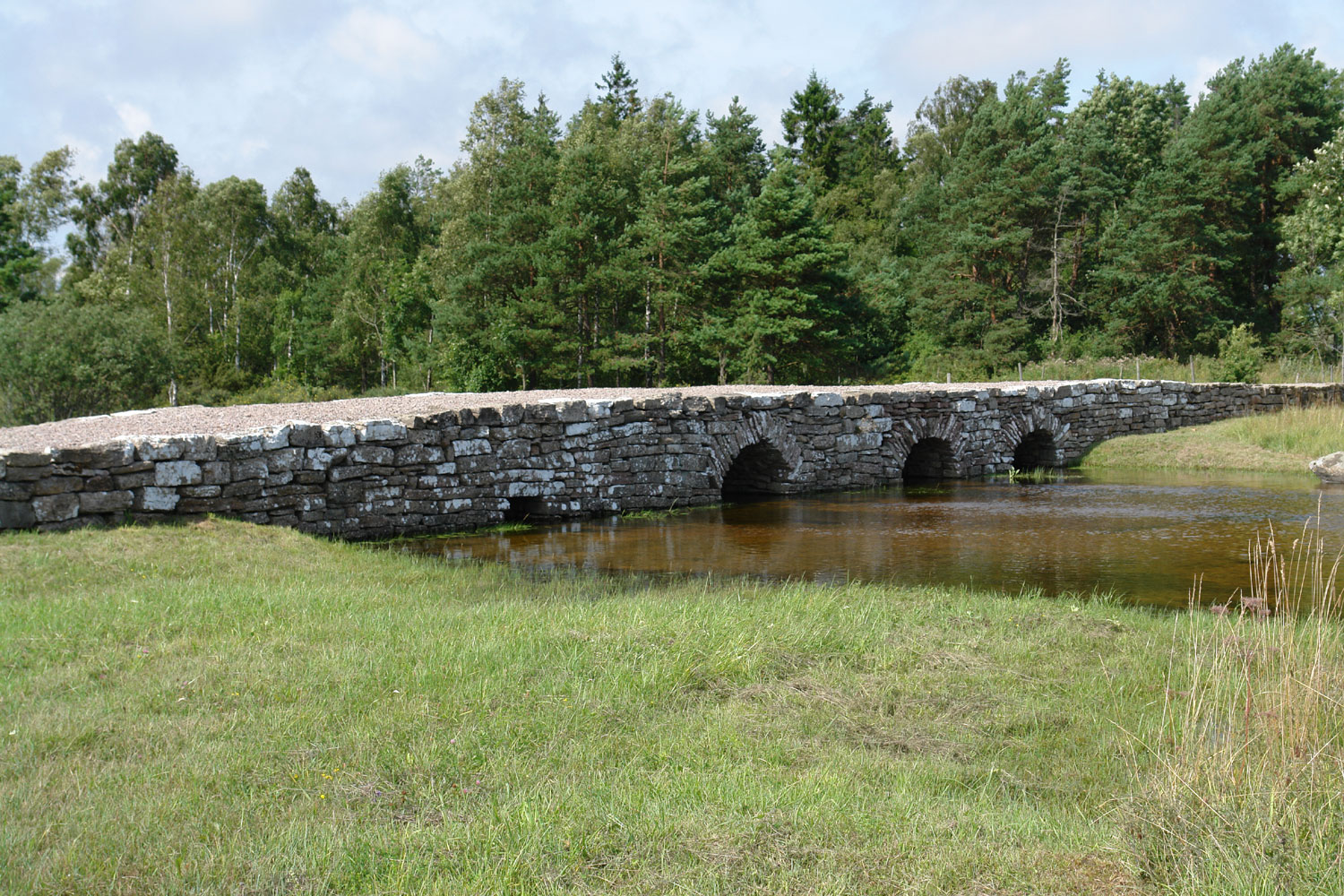
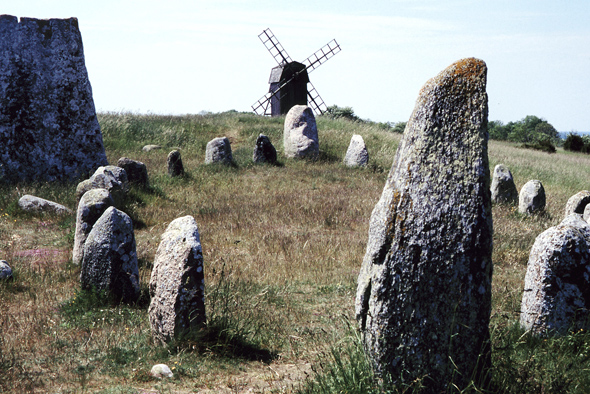
Những tảng đá khảo cổ thẳng đứng tạo thành một con tàu Viking bằng đá